# Grallipeza
Grallipeza is een vliegengeslacht uit de familie van de spillebeenvliegen (Micropezidae).

## Soorten
- G. nebulosa (Loew, 1866)